# Frluga
Frluga – wieś w Słowenii, w gminie Krško. W 2018 roku liczyła 4 mieszkańców.